# Dietrich Kraft
Dietrich Kraft (* 1937 in Innsbruck) ist ein österreichischer Allergologe und Immunologe sowie Träger der Wilhelm-Exner-Medaille.

## Leben
Dietrich Kraft wurde in Innsbruck geboren und studierte Humanmedizin an der Universität Wien und Universität Hamburg. Nach der Promotion an der Universität Wien zum Doktor der Medizin folgten klinische und immunologische Tätigkeiten sowie eine Ausbildung zum Facharzt für Dermatologie. In den Jahren 1970 bis 1974 folgte ein Forschungsaufenthalt an der University of Cambridge. Nach der Habilitation zum Professor im Jahr 1977 erfolgte die Ernennung zum Leiter der Abteilung Immunpathologie an der Universität Wien. Seit 1999 ist er wirkliches Mitglied der Österreichischen Akademie der Wissenschaften.

## Auszeichnungen
Im Jahr 2003 erhielt Kraft sowohl die Wilhelm-Exner-Medaille für die Etablierung von neuen Formen der Diagnostik und Therapie allergischer Erkrankungen, als auch die Clemens von Pirquet-Medaille der Österreichischen Gesellschaft für Allergologie und Immunologie. Darüber hinaus haben Kraft und seine Mitarbeiter nationale und internationale wissenschaftliche Auszeichnungen auf dem Gebiet der Allergieforschung erhalten.
2024 wurde ihm der Große Preis des Kardinal-Innitzer-Preises zuerkannt.